# III Concili de Toledo

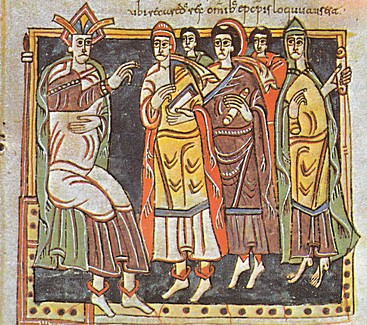
El rei Recared i alguns bisbes en el III Concili de Toledo. Imatge del Còdex Vigila, a la Biblioteca de l'Escorial.

El tercer Concili de Toledo fou una reunió general dels bisbes de les províncies del Regne de Toledo celebrada el 589, que marca l'entrada de l'Espanya visigòtica a l'Església Catòlica, i és conegut per codificar la clàusula filioque en el cristianisme occidental. El consell també va promulgar restriccions als jueus, i la conversió del país al cristianisme catòlic va portar a diversos conflictes amb els jueus.

## Antecedents
Poc abans de celebrar-se el Concili el rei Recared va convocar assemblees informals de bisbes per resoldre el cisma religiós del seu regne. A la segona assemblea, tant els bisbes arrians com els catòlics van presentar els seus arguments, i Recared va assenyalar que cap bisbe arrià havia fet mai un miracle curatiu. L'última assemblea estava formada només per bisbes catòlics, on després Recared va acceptar la fe catòlica.
El Concili va ser organitzat pel bisbe Leandre de Sevilla, que havia treballat incansablement per convertir els reis visigots arrians i havia succeït amb Recared. L'abat Eutropi portava gestió diària del concili, segons el cronista Joan de Biclar. En nom del rei, Leandre va reunir bisbes i nobles el maig de 589. Tanmateix, el rei Recared i el bisbe Leandre només van poder convèncer vuit bisbes arrians perquè assistissin al concili.

## Desenvolupament
El 8 de maig del 589 es va iniciar el III Concili. Recared va fer professió de fe catòlica i va anatematitzar Arri i les seves doctrines; es va atribuir la conversió del poble got i sueu al catolicisme. Diversos bisbes arrians van abjurar de la seva heretgia, entre ells quatre probablement sueus: Beccila de Lucus (Lugo), Garding de Tuti (Tui), Argiovittus de Portus Cali (Porto) i Sunnila de Vaceum (Viseu, segurament de la província Lusitana); i uns altres quatre gots: Ugnus de Barcino (Barcelona), Fruisclus de Dertosa (Tortosa), Murila i Ubiligisclus de Valentia (València, el primer en realitat de Palència). Les resolucions del sínode arrià de Toledo del 580 van ser condemnades.
Van assistir al Concili setanta-dos bisbes, personalment o mitjançant delegats (a més dels cinc metropolitans), sent les figures principals Leandre de Sevilla (instigador de la conversió d'Ermenegild) i l'abat de Servitanum , Eutropi.
Les decisions del Concili van adquirir força de llei en publicar el rei un edicte de confirmació del Concili. La desobediència era castigada amb greus penes (la confiscació de la meitat dels béns per als honestiores i el desterrament i la pèrdua de les propietats per als inferiors).